# Ліщинівка (Полтавський район)
Ліщи́нівка — село в Україні, у Кобеляцькій міській громаді Полтавського району Полтавської області. Населення становить 510 осіб.

## Географія
Село Ліщинівка знаходиться на правому березі річки Ворскла, вище за течією на відстані 1 км розташоване село Галі-Горбатки, нижче за течією на відстані 0,5 км розташоване село Кунівка, на протилежному березі — село Комарівка.

## Історія
12 червня 2020 року, відповідно до розпорядження Кабінету Міністрів України № 721-р «Про визначення адміністративних центрів та затвердження територій територіальних громад Полтавської області», село увійшло до складу Кобеляцької міської громади.
19 липня 2020 року, в результаті адміністративно - територіальної реформи та ліквідації Кобеляцького району, село увійшло до складу новоутвореного Полтавського району Полтавської області.

## Економіка
- Ліщинівський психоневрологічний будинок-інтернат.